# Meoneura anceps
Meoneura anceps är en tvåvingeart som beskrevs av Frey 1935. Meoneura anceps ingår i släktet Meoneura och familjen kadaverflugor. Arten är reproducerande i Sverige. Inga underarter finns listade i Catalogue of Life.